# Lajos Németh (Fußballspieler, 1944)
Lajos Németh (* 14. August 1944 in Gyomaendrőd; † 26. Januar 2014) war ein ungarischer Fußballspieler und -schiedsrichter.
Nach einer Karriere als Fußballspieler war er von 1981 bis 1993 Erstliga-Schiedsrichter in Ungarn und von 1983 bis 1991 internationaler Schiedsrichter in Diensten des Fußball-Weltverbandes FIFA. Er wurde auch bei der Fußball-Weltmeisterschaft 1986 in Mexiko eingesetzt und leitete dort das Vorrundenspiel Schottland gegen Dänemark (0:1) in der Vorrundengruppe E, in der auch die Mannschaften Uruguays und Deutschlands spielten.
In Deutschland erlangte er Bekanntheit als Schiedsrichter des Viertelfinal-Rückspiels im Europapokal der Pokalsieger 1985/86 am 19. März 1986 zwischen Bayer 05 Uerdingen und Dynamo Dresden, dem sogenannten Wunder von der Grotenburg.
Am 5. April 1989 leitete er mit dem Hinspiel im Halbfinale des UEFA-Pokals zwischen dem VfB Stuttgart und Dynamo Dresden wiederum eine deutsch-deutsche Paarung im Europapokal.